# Massingy (Haute-Savoie)
Massingy település Franciaországban, Haute-Savoie megyében. Lakosainak száma 858 fő (2022. január 1.). Massingy Entrelacs, Bloye, Moye és Rumilly községekkel határos.

## Népesség
A település népességének változása:
| Lakosok száma | 829  | 847  | 881  | 875  | 878  | 874  | 869  | 863  | 858  |
|               | 2013 | 2015 | 2016 | 2017 | 2018 | 2019 | 2020 | 2021 | 2022 |